# Михаил Васильевич
Михаил Васильевич (1331—1373) — князь Кашинский (1362—1373). Младший из двоих сыновей кашинского князя Василия Михайловича и княжны брянской  Елены. 

## Биография
После смерти старшего брата Василия в 1362г. получил во владение г.Кашин с волостью. В 1364г. принимал участие в борьбе своего отца с удельным Микулинским князем Михаилом Александровичем за Дорогобужское княжество. В 1367г. ходил с отцом и Дорогобужским князем Еремеем Константиновичем на тверские волости, которые они ограбили и разорили. Когда же ставший к тому времени великим князем тверским Михаил Александрович вернулся из Литвы с сильным войском, Михаил Васильевич, боясь за судьбу своего удела, одним из первых прибыл к великому князю «взять с ним мир». В 1368 г. вновь возбудил дело о Дорогобужском уделе и для этого поехал за помощью в Москву к митрополиту Алексею. Эта его борьба была одной из важнейших причин московско-литовской войны. В 1371 г. сложил с себя крестное целование Михаилу Александровичу и перешел на сторону Москвы. Однако великий князь тверской двинул войско на Кашин, взял его и разрушил, а Михаила Васильевича привел «в всю свою волю», хотя и ненадолго. Около 1372 г. Михаил Васильевич снова ушел в Москву, а оттуда — в Орду, но вернулся ни с чем.

## Семья и дети
С 1349 года был женат на дочери великого князя Московского Семёна Гордого Василисе, от брака с которой оставил единственного сына — Василия, удельного князя Кашинского.